# 星出彰彦
星出 彰彦（ほしで あきひこ、1968年12月28日 - ）は、日本の宇宙飛行士。宇宙航空研究開発機構所属。

## 来歴

### 学生時
東京都世田谷区生まれ。3歳から7歳までアメリカに在住していた。母親によれば、4歳の時にスミソニアン博物館を訪れて以来、宇宙飛行士となる夢を抱き続けていたという。
1981年、世田谷区立二子玉川小学校卒業、1984年、茗溪学園中学校（茨城県つくば市）卒業、同高等学校入学。中学・高校時代は水泳部に所属。高校2年在学中の1985年、UWC（ユナイテッド・ワールド・カレッジ）へ留学。1987年、シンガポールの東南アジア・カレッジ(United World College of South East Asia)卒業。茗溪学園ではUWC留学の時点で、高等学校を自主退学する形になるが、UWC卒業と同時に、在籍時の学年クラスの卒業生と同等に扱われる（6回生）。このため、大学受験資格は国際バカロレア資格の後期中等教育課程修了が適用される。
1988年、慶應義塾大学理工学部機械工学科入学。大学の卒業研究は流体力学が主なテーマだった。前田昌信・菱田公一教授の研究室の出身。4年生時に宇宙飛行士の募集広告を見て、当時応募資格を満たさないにもかかわらず、直接NASDA(現JAXA)へ相談。結局このときは応募を断念した。

### NASDA
1992年宇宙開発事業団（NASDA、現JAXA）に就職。1996年宇宙飛行士に立候補するも、最終選考で落選。この時に選ばれたのは野口聡一。1997年UNIVERSITY OF HOUSTON CULLEN COLLEGE OF ENGINEERING航空宇宙工学修士課程修了。1999年日本人宇宙飛行士の応募者864名の中から候補者として採用される。実質3度目の挑戦での採用だった。

### STS-124

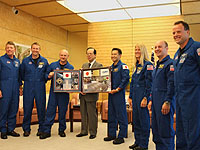
地球帰還後、STS-124の乗組員らと内閣総理大臣福田康夫を表敬訪問（2008年7月29日）。星出は右から4人目

2007年3月23日、JAXAが、「きぼう」日本実験棟打上げ2便目のスペースシャトル(STS-124/1J)に搭乗する日本人宇宙飛行士を、星出に決定。
2008年5月31日、アメリカ合衆国東部夏時間17時2分（日本時間6月1日6時2分）、スペースシャトル・ディスカバリーによってケネディ宇宙センターより宇宙へ。国際宇宙ステーション(ISS)に設置する日本の実験棟「きぼう」の船内実験棟を搭載。この船内実験棟は今までスペースシャトルが打ち上げたペイロード（貨物）の中では最大のものである（質量約15トン）。6月2日、アメリカ中部夏時間13時3分（日本時間6月3日3時3分）ディスカバリーISSとドッキング。6月3日、アメリカ中部夏時間15時49分（日本時間6月4日5時49分）ISSのロボットアームによって「きぼう」船内実験棟の設置を開始。星出は、ISSのロボットアームを操作した初めての日本人宇宙飛行士となった。同日中部夏時間18時42分（日本時間6月4日20時42分）およそ3時間におよぶISSと宇宙船内実験室の設置に成功。翌々日6月5日16時5分（日本時間6月6日6時5分）実験棟船内に入室。
6月8日、日本の首相福田康夫、文科相渡海らが東京の日本科学未来館にて、同館館長の毛利衛とともにISSの星出と交信。総理大臣と日本人宇宙飛行士の交信が総理官邸以外の場所でおこなわれたのは初めてであり、ハイビジョンなどを使用した大掛かりなイベントとなった。星出は福田より「実験の成功を祈っております」などのコメントをもらう。
6月14日、アメリカ中部夏時間11時15分（日本時間6月15日0時15分）スペースシャトルディスカバリーにてケネディ宇宙センターに無事帰還。

### ISS長期滞在
2009年11月18日、JAXAが星出をISS第32次長期滞在及び第33次長期滞在搭乗員として決定したことを発表した。2012年7月15日にソユーズTMA-05Mによって打ち上げられた。ISSの滞在期間は約125日間、3回に及んだ船外活動(宇宙遊泳)の合計時間21時間23分は日本人宇宙飛行士の最長を記録し、2012年11月19日、帰還船ソユーズTMA-05Mが中央アジア・カザフスタン北部の雪原に着陸し、無事帰還した。
2018年3月2日、JAXAは星出をISS第64次/第65次長期滞在搭乗員として決定し、またISS船長として第65次長期滞在の指揮をとることを発表した。その後、米国商業軌道輸送サービスにおける開発遅延により米国人の滞在に支障が出ることから、搭乗予定機および滞在時期の見直しが行われ、クルードラゴン本運用2号機により2021年春にISSへ向かうこととなった。予定見直し後も、引き続きISS船長の任に当たる予定。
2021年4月22日、当初打ち上げ予定だったが、悪天候の影響で1日延期となった。
2021年4月23日、スペースX社の民間宇宙船「クルードラゴン」に乗って、日本時間の23日午後6時49分にアメリカ・フロリダ州のケネディ宇宙センターから打ち上げられ、軌道投入が完了し、打ち上げは成功した。国際宇宙ステーションでは、日本人2人目となる船長を務め、去年11月から滞在している野口聡一を地球に帰還させる。星出はすでに新型コロナワクチンを接種し、その他の感染症も含めて宇宙空間に持ち込まないよう打ち上げまで隔離生活を送ってきた。
星出彰彦宇宙飛行士ら4人を乗せた米スペースX社の宇宙船「クルードラゴン」が、日本時間4月24日午後6時過ぎ、国際宇宙ステーション (ISS) へのドッキングに成功した。ハッチが開かれた後、星出が一番先にISSに入り、ISSに滞在中の野口聡一飛行士と再会し、抱きあった。日本人宇宙飛行士がISSに同時滞在するのは、2010年の野口と山崎直子以来、11年ぶりとなった。

## 人物
- ラグビーとの関わりが深い。茗溪学園時代は校技として毎年授業や突寒ラグビーを経験しており、大学時代にはラグビー部に所属していた。そのため、2008年に宇宙に行く際、ラグビーボールを持参して宇宙でパスをしたいと語っていた。宇宙での自由時間に持参したラグビーボールを投げてみた結果、地上だと放物線を描くが宇宙では同じようにはいかず「つい、狙ったところよりも上側に投げてしまった」と振り返った。
- 作家の岩崎夏海とは、茗溪学園で中学・高校と同級であった[10]。ISS長期滞在に先駆け、2012年7月には共著『宇宙って面白いの?』を発刊する[10]。
- 慶應義塾大学前塾長の安西祐一郎および教授の神武直彦とは、慶應義塾大学理工学部体育会ラグビー部（KER）の同窓である。自身はKER50期である。
- 宇宙航空研究開発機構 (JAXA) のホームページでは2007年7月から「星出宇宙飛行士ジャーナル」と題して頻繁にブログを更新している。訓練の様子やミッション関係者への感謝の気持ちが自由につづられており、『完璧な人間』という宇宙飛行士像から、『親しみやすく、かつ技術能力の高い』新たな宇宙飛行士像へと移行していく様子に、星出宇宙飛行士の人間性がうかがえる。